# Самусёвас, Мантас
Ма́нтас Самусёвас (лит. Mantas Samusiovas; 8 сентября 1978, Каунас, СССР) — литовский футболист, защитник.

## Клубная карьера
Выступал за «Каунас», в аренде в клубе «Алса». С 2000 по 2002 год выступал в латвийском «Сконто». Позже играл за московский «Торпедо», литовскую «Судуву» и «Химки».
Летом 2009 года перешёл в мариупольский «Мариуполь». В Премьер-лиге дебютировал 17 июля в матче против ужгородского «Закарпатья» (1:0).

## Карьера в сборной
В 1997 году дебютировал в сборной Литвы, но в 1999 году из-за конфликта прекратил выступления за сборную.